# Plac Towarzystwa Przyjaciół Dzieci w Tarnowskich Górach
Plac Towarzystwa Przyjaciół Dzieci – skwer w Tarnowskich Górach, znajdujący się w dzielnicy Śródmieście-Centrum u zbiegu ulicy Henryka Sienkiewicza i ulicy Jana III Sobieskiego. Zajmuje tereny dawnych ogrodów landratury bytomsko-tarnogórskiej.

## Nazwa
Nazwa placu została wprowadzona w 2010 roku i nawiązuje do Towarzystwa Przyjaciół Dzieci – ogólnopolskiego, pozarządowego stowarzyszenia prowadzącego działalność pożytku publicznego na rzecz dzieci.

## Opis
Plac znajduje się w ścisłym centrum Tarnowskich Gór. Leży u zbiegu ulicy Henryka Sienkiewicza (która ogranicza plac od strony wschodniej) i ulicy Jana III Sobieskiego (która ogranicza plac od strony południowej). Od północy plac jest ograniczony zabudowaniami należącymi do Urzędu Miejskiego w Tarnowskich Górach, zaś od zachodu – przez obiekt handlowo-usługowy. Plac jest strefą pieszą pełniącą funkcje rekreacyjno-sportowe; stanowi przede wszystkim plac zabaw dla dzieci. Znajdują się na nim następujące elementy małej architektury: ławki, kwietniki, zadrzewienia, 3 huśtawki, karuzela, zjeżdżalnia, stół do tenisa stołowego, drabinki, dwie piaskownice, dwie huśtawki „konik” oraz fontanna w bardziej wypoczynkowej wschodniej części placu.

## Historia

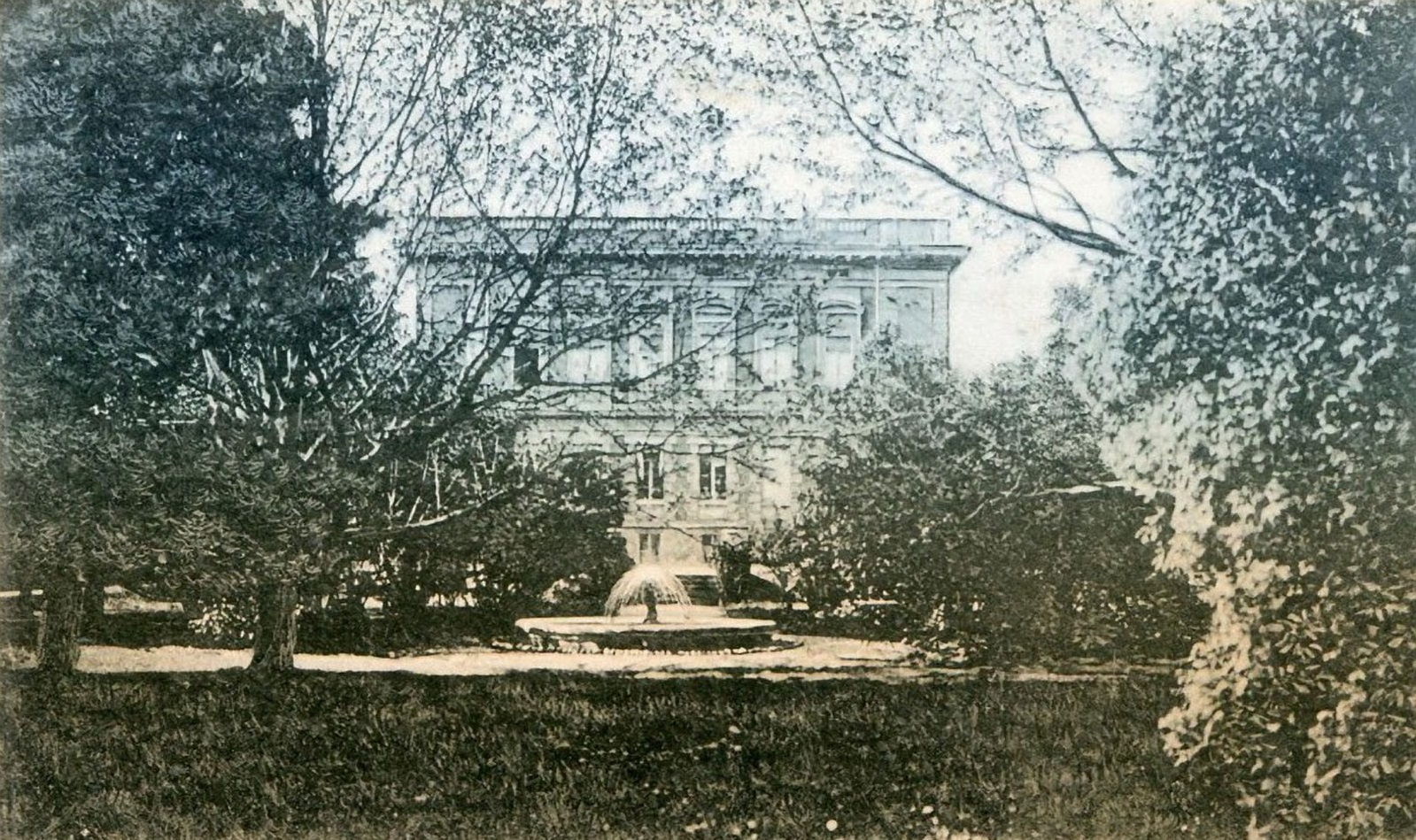
Dawny ogród należący do (widocznej na drugim planie) landratury powiatu tarnogórskiego (niem. Kreis Tarnowitz). Fragment pocztówki z pocz. XX wieku

Plac Towarzystwa Przyjaciół Dzieci zajmuje tereny dawnego ogrodu należącego do budynku ówczesnej landratury przy Hugostraße (obecnie Urząd Miejski przy ulicy Sienkiewicza 2). Z urzędu prowadziły do niego schody, zaś w jego środku stała fontanna.
W latach 60. XX wieku teren został przekształcony w plac zabaw dla dzieci. Na jego terenie 1 maja 1963 zamieszkały dwa niedźwiedzie brunatne – Kubuś i Małgosia – będące darem miasta Bytom (które posiadało w owym czasie mały ogród zoologiczny) dla Powiatowej Rady Narodowej w Tarnowskich Górach. Z funduszy Towarzystwa wybudowana w 1962 została również świetlica środowiskowa.
W latach 1987–2009 w centralnej części placu stał zegar pokazujący czas miejscowy obowiązujący w różnych stolicach świata. Stanowił dar miasta partnerskiego Bernburg an der Saale z NRD.
Skwer został odnowiony w latach 2008–2009. Wyremontowano alejki i wyłożono je kostką betonową, wykonano kwietnik oraz zamontowano oświetlenie. Powierzchnię rekreacyjną placu zabaw wykonano z płyt poliuretanowych, zamontowano urządzenia zabawowe oraz wbudowano piaskownice. Teren obsadzono ponadto krzewami i bylinami, zaś w centralnej części placu zamontowano nową fontannę z prefabrykatów betonowych w formie przelewających się mis.
Obecna nazwa skweru została wprowadzona uchwałą Nr LXVII/758/2010 Rady Miejskiej w Tarnowskich Górach z 22 października 2010 roku.
Zimą 2024 roku rozpoczęto prace nad renowacją skweru. Ma się tam znaleźć m.in. fontanna z modelem kuli ziemskiej (w miejscu starej, zlikwidowanej fontanny), siłownia zewnętrzna i toalety.

## Budynki
Plac Towarzystwa Przyjaciół Dzieci nie ma własnych punktów adresowych, jednak w jego najbliższym sąsiedztwie znajdują się m.in.: budynek Urzędu Miejskiego (ul. Sienkiewicza 1), budynek Poczty Polskiej (ul. Piłsudskiego 12), siedziba straży miejskiej (ul. Sienkiewicza 2a), budynek handlowo-usługowy z restauracją (ul. Sobieskiego 2), zaś w 2016 roku oddano do użytku supermarket Aldi na działce, na której wcześniej znajdował się oddział ING Banku Śląskiego (ul. Sobieskiego 3).